# Malacomorpha guamuhayaense
Malacomorpha guamuhayaense är en insektsart som beskrevs av Oliver Zompro och Fritzsche 2008. Malacomorpha guamuhayaense ingår i släktet Malacomorpha och familjen Pseudophasmatidae. Inga underarter finns listade i Catalogue of Life.